# Florian Gasser
Florian Gasser (* 1981) ist ein österreichischer Journalist und Autor. Er leitet die Österreich-Seiten der Wochenzeitung Die Zeit und ist einer der Moderatoren des Podcasts Servus. Grüezi. Hallo.

## Leben
Florian Gasser wuchs im Innsbrucker Stadtteil Pradl auf, mit dem er sich heute noch sehr verbunden fühlt. Seine Ausbildung absolvierte er an der Universität Innsbruck, wo er von 2002 bis 2010 Politikwissenschaft studierte, lediglich unterbrochen von einem Aufenthalt an der italienischen Universität Perugia, wo er zwischen 2004 und 2005 Geschichte studierte.
Im Dezember 2007 begann er als Journalist beim Monatsmagazin DATUM – Seiten der Zeit, bei dem er bis Dezember 2010 tätig war. Nachdem er 2008 im Politikressort der ZEIT hospitiert hatte, ist er seit 2011 im Wiener Büro der ZEIT als Journalist tätig. Im Februar 2018 gründete er als Teil von ZEIT:Alpen mit den beiden ZEIT-Redakteuren Matthias Daum und Lenz Jacobsen aus der Schweiz und Deutschland den Politik-Podcast Servus. Grüezi. Hallo., den sie seitdem wöchentlich moderieren. 2020 wurde Gasser stellvertretender Büroleiter in Wien; im Juli 2021 Büroleiter und somit auch Leiter der ZEIT:ÖSTERREICH.
In seiner Berichterstattung beschäftigt sich Gasser mit der österreichischen Innenpolitik, dem Tourismus und historischen Themen.
Florian Gasser pendelt zwischen seiner Heimatstadt Innsbruck und Wien.